# Paolo Boi
Paolo Boi, conocido como el Siracusano (Siracusa, 1528 - Nápoles, 1598) fue un ajedrecista italiano.

## Biografía
Paolo Boi descendía de una familia rica en la que se cultiva su inteligencia y vivacidad. Desde muy joven destacó en el juego del ajedrez. Así, se batió con Leonardo da Cutri en Nápoles en un encuentro que acabó en tablas. Fue muy querido por el papa Pío V y por muchos príncipes italianos, sobre todo por el duque de Urbino que lo tuvo a su lado durante algunos años, con unos honorarios de trescientos escudos anuales.
En 1575, Felipe II le invitó a un torneo en su corte y así se reunieron en El Escorial los mejores ajedrecistas italianos de su época: Leonardo da Cutri y Paolo Boi, junto con los españoles Ruy López de Segura y Alfonso Cerón, de Granada. Esta prueba es calificada por los historiadores como el primer torneo internacional de maestros y la primera en ser documentada. El torneo lo ganó Leonardo da Cutri.
Tras el torneo fue a Portugal donde se enfrentó a los mejores jugadores del país ante el rey don Sebastián. Tras estos enfrentamientos regresó a Italia rico.
En su juventud estuvo al servicio de don Juan de Austria. Fue un hombre inquieto que viajó por medio mundo. Era de carácter alegre, alto y rápido en el juego. En numerosas ocasiones se ganó la vida jugando al ajedrez y obteniendo grandes sumas de dinero. Se dice que se enfrentó a un turco en Hungría, tras ser capturado a su regreso de España en el golfo de León. También él se jugó su libertad con el comandante de los piratas. Demoró durante un tiempo su regreso a Génova y estuvo en Milán y Venecia.
Murió a los 70 años de edad en Nápoles de muerte natural, probablemente tras contraer alguna enfermedad por beber agua contaminada. No está claro dónde está enterrado, si en la iglesia de San Luis de Nápoles o en la de San Francisco de Paula en Nápoles, aunque su entierro fue digno de un príncipe y caballero napolitano.
- El contenido de este artículo incorpora material de una entrada de la Enciclopedia Libre Universal, publicada en español bajo la licencia Creative Commons Compartir-Igual 3.0.